# Val-Dieu (bier)
Val-Dieu is een Belgisch abdijbier. Het verwijst naar de Abdij van Val-Dieu in Aubel. Het bier wordt gebrouwen in de Brouwerij Val-Dieu, die gevestigd is op het abdijdomein. Sinds 1999 draagt het bier het label Erkend Belgisch Abdijbier.
Het eerste abdijbier Triple Val-Dieu liet drankenhandelaar Corman uit Battice in 1984 door brouwerij Van Honsebrouck brouwen. Het was meer dan waarschijnlijk een etiketbier van Brigand. Voor het gebruik van deze naam betaalde de drankenhandelaar geen royalty's, zonder dat de paters hier problemen over maakten. Concurrerend drankenhandelaar Joseph Piron uit Aubel wilde echter ook een abdijbier Val-Dieu laten brouwen en sloot met de paters een contract af, waarbij royalty's betaald werden in ruil voor het alleenrecht op het gebruik van de naam. Piron begon een brouwerij Brasserie d'Aubel op enkele kilometers afstand van de abdij met de bedoeling het abdijbier daar zelf te brouwen. Omdat de merknaam echter door Corman was geregistreerd, zonder medeweten van de paters, was Piron verplicht de merknaam van Corman te kopen. De brouwerij draaide niet zoals het hoort. Infecties maakten het nieuw gebrouwen bier ondrinkbaar en dure processen volgden, waarna de brouwerij in 1995 failliet werd verklaard.
In een oud boerderijgebouw van de abdij werd door Alain Pinckaers en Bernard Humblet een nieuwe brouwerij geïnstalleerd, en vanaf 1997 werd opnieuw abdijbier gebrouwen, deze keer met succes. Eerst een blond en een bruin abdijbier en vanaf 1998 kwam er een tripel bij.

## Varianten
Er bestaan negen varianten:
- Blonde, stroblond bier met een alcoholpercentage van 6%
- Brune, donker robijnrood bier met een alcoholpercentage van 8%
- Triple, goudblond bier met een alcoholpercentage van 9%
- Grand Cru, donkerbruin bier met een alcoholpercentage van 10,5%
- Bière de Noël, donkeramber bier met een alcoholpercentage van 7%, enkel verkrijgbaar van december tot januari.
- Fruit, 8% fruitbier met kersensmaak
- Bourbon, 13,7% Grand-Cru, gerijpt op Bourbon vaten
- Excellence, 12% Grand-Cru, gerijpt op wijnvaten
- Cuvée 800, gelanceerd ter gelegenheid van 800 jaar van de Abdij, is licht gekleurd met een alcoholpercentage van 5,5%. Bier met nagisting op de fles. Tegenwoordig[(sinds) wanneer?] bekend onder de naam Hop

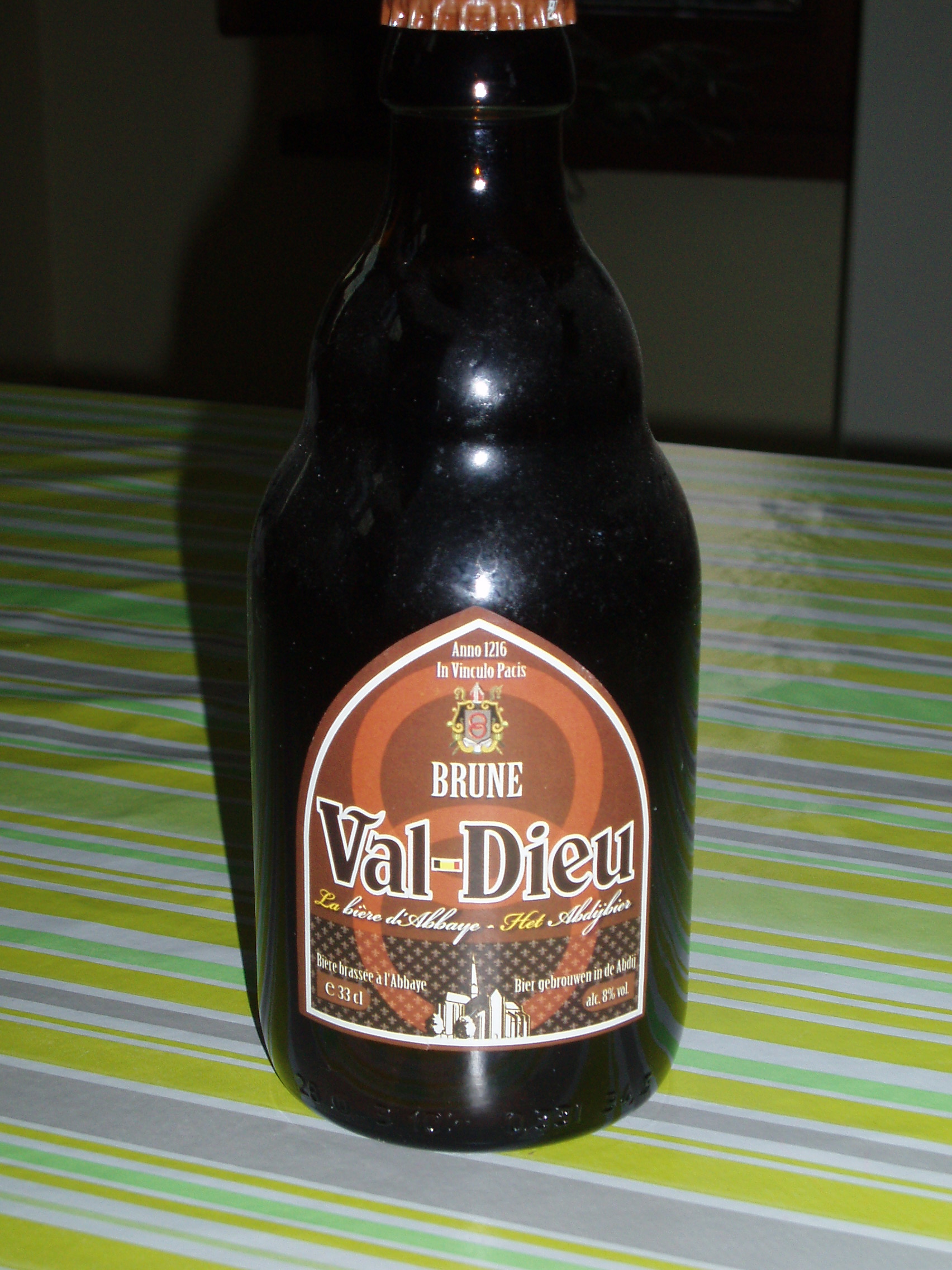